# Melanostomias tentaculatus
Melanostomias tentaculatus es una especie de pez de la familia Stomiidae en el orden de los Stomiiformes.

## Morfología
Los machos pueden llegar alcanzar los 24 cm de longitud total.

## Hábitat
Es un pez de mar y de aguas profundas que vive entre 30-950 m de profundidad.

## Distribución geográfica
Se encuentra en el  Atlántico oriental (desde  Madeira hasta Angola, excepto el tramo entre Mauritania y Guinea) , el  Atlántico occidental (desde los Estados Unidos hasta el Brasil, incluyendo el Golfo de México), el Índico y el Pacífico.